# Estret de Lancaster
L'estret de Lancaster (en anglès: Lancaster Sound, en Inuktitut ᑕᓗᕆᑐᑉ ᑕᕆᖓ Talluritup Tariunga) és una massa d'aigua de l'Àrtida canadenca, situada entre l'illa Devon, al nord, i les illes de Bylot, Baffin i Somerset, al sud. Administrativament, forma part del territori autònom de Nunavut. És a la part oriental del Pas del Nord-oest.

## Geografia
L'estret de Lancaster és un dels tres estrets situats a la part nord-occidental de la badia de Baffin, juntament amb l'estret de Jones i l'estret de Smith. La riba nord és sempre la costa meridional de l'illa Devon, mentre que la riba meridional limita, primer, amb la petita illa de Bylot, per tot seguit travessar el Navy Board Inlet i seguir fins a la costa de l'illa Baffin, amb el profund entrant de Admiralty Inlet. Després de travessar l'estret del Príncep Regent segueix la costa septentrional de l'illa Somerset, fins a desembocar a l'estret de Barrow.
Durant nou mesos l'any es troba cobert de gel.

## Història
Va ser descobert per l'expedició del Discovery capitanejada per Robert Bylot i pilotada per William Baffin el 1616. En aquesta expedició es va descobrir la badia que avui porta el seu nom i els estrets de Lancaster, Smith i Jones, que van ser nomenats així en honor dels patrocinadors dels seus viatges, en aquest cas a Sir James Lancaster. Aquesta expedició va assolir un nou rècord de navegació boreal, en arribar als 77° 45′ N, 480 km més al nord de la marca anterior establerta per John Davis, una marca que va romandre sense ser superada durant 236 anys.
El 31 d'agost de 1818 la primera expedició de John Ross a l'Àrtida va ser la primera coneguda a endinsar-se en les seves aigües al trobar-lo lliure de gel. Després de creure tancats per terra l'estret de Smith i l'estret de Jones, Ross va tornar a veure una cadena de muntanyes que bloquejaven l'accés cap a l'oest, a la qual li va donar el nom de «Crocker Hills» i va decidir donar la volta per explorar la costa oriental de l'illa de Baffin. Alguns dels seus oficials, com William Edward Parry i Edward Sabine, que no havien vist aquestes muntanyes, es van mostrar decebuts per la decisió del seu comandant. L'expedició va tornar a Anglaterra per evitar l'hivern a l'Àrtida, i immediatament el desacord entre Ross i Parry es va fer públic i això va perjudicar la reputació de Ross, que tornaria el 1829 en una segona expedició a navegar, aquesta vegada sí, per les seves aigües.
El 1819 seria Parry, al comandament d'una nova expedició àrtica, formada per dos vaixells qui creuaria les seves aigües del tot. Van partir d'Anglaterra al maig de 1819 i el 4 d'agost van arribar a l'estret de Lancaster, que lliure de gel, els va permetre avançar fins a 74° 16′ N. En aquest moment van tenir un problema de navegació no conegut fins llavors, motivat per la proximitat del pol nord magnètic que feia impossible l'ús de la brúixola. Van haver d'orientar-se mitjançant navegació celeste, i en els dies en què el cel no estava clar, només auxiliats per la direcció dels canviants vents. Es van internar en l'estret i van arribar fins a l'estret del Príncep Regent, on van entrar però els gels els van obligar a retrocedir. Tornats a l'estret de Lancaster, van seguir cap a l'oest, tenint la costa meridional d'illa Devon sempre al nord per endinsar-se en l'estret de Barrow. Tornarien a creuar l'estret l'any següent, després d'una hivernada a Port Winter i haver aconseguit recórrer, sense saber-ho, gairebé la totalitat del Pas del Nord-oest i descobrir moltes noves terres.

## Fauna
La fauna és rica i variada, amb una immensa quantitat de bacallà àrtic, que forma part de la dieta de molts mamífers marins i aus en aquest estret. En aquesta zona viuen espècies com el narval, beluga, balena de Groenlàndia, foca anellada, foca barbuda, foca de Groenlàndia, morsa, os polar, Uria lomvia, gavineta, Fulmarus, Guillemot Negre, xatrac àrtic, gavina d'ivori i oca de les neus.
Aquesta zona encara no està representat en el sistema nacional d'àrees de conservació marina del Canadà malgrat una petició expressa dels inuit locals el 1987.